# Amstel Gold Race 2012
La 47ª edición de la Amstel Gold Race se disputó el 15 de abril de 2012, sobre un trazado de 256,5 km, entre Maastricht y el Cauberg, en Valkenburg, en los Países Bajos.
La prueba perteneció al UCI WorldTour 2012.
Participaron en la carrera 24 equipos: los 18 de categoría UCI ProTeam (al ser obligada su participación); más 6 de categoría Profesional Continental mediante invitación de la organización (Accent Jobs-Willems Veranda´s, Farnese Vini-Selle Italia, Landbouwkrediet-Euphony, Team Argos-Shimano, Team Europcar, y Topsport Vlaanderen-Mercator). Formando así un pelotón de 188 ciclistas, con 8 corredores cada equipo (excepto el Ag2r La Mondiale, FDJ-Big Mat, Farnese Vini-Selle Italia y Landbouwkrediet-Euphony que salieron con 7), de los que acabaron 145.
El ganador final fue Enrico Gasparotto tras aguantar junto con Jelle Vanendert (segundo) y Peter Sagan (tercero) un ataque prematuro de Philippe Gilbert en la cota final del Cauberg, debido a que Óscar Freire la afrontó con una ventaja considerable.

## Clasificación final
| Pos. | Ciclista          | Equipo              | Tiempo     |
| ---- | ----------------- | ------------------- | ---------- |
| 1.   | Enrico Gasparotto | Astana              | 6h 32' 35" |
| 2.   | Jelle Vanendert   | Lotto Belisol       | m.t.       |
| 3.   | Peter Sagan       | Liquigas-Cannondale | + 2"       |
| 4.   | Óscar Freire      | Katusha             | m.t.       |
| 5.   | Thomas Voeckler   | Europcar            | m.t.       |
| 6.   | Philippe Gilbert  | BMC Racing          | m.t.       |
| 7.   | Samuel Sánchez    | Euskaltel-Euskadi   | m.t.       |
| 8.   | Fabian Wegmann    | Garmin-Barracuda    | + 4"       |
| 9.   | Rinaldo Nocentini | Ag2r La Mondiale    | m.t.       |
| 10.  | Bauke Mollema     | Rabobank            | m.t.       |